# Room on the 3rd Floor
Albums de McFly
Wonderland
(2005)
Room on the 3rd Floor est le 1er album du groupe anglais McFly sorti en 2004.
Il a été classé numéro 1 au Royaume-Uni dans les charts, en battant le record du monde pour le plus jeune groupe avec un album numéro 1 au classement, un record précédemment détenu par les Beatles. Il a atteint le numéro un après la vente de 61 589 exemplaires en première semaine, et est certifié 2x platine au Royaume-Uni pour la vente de plus de 800 000 exemplaires.[réf. nécessaire]
Les principaux auteurs de l'album sont Tom Fletcher et Danny Jones, tous deux membres du groupe, et contient aussi des contributions de James Bourne de Busted et les principaux producteurs. L'album est directement influencé par trois styles: modern pop punk, pop des années 1960 de surf, et des ballades d'amour non partagé.
Le morceau "Get Over You" est caché et n'apparaît pas sur les pistes, il peut être consulté par le rembobinage à partir du début de "5 Colours in Her Hair". Cette voie ne peut pas toujours être consulté si le CD est lu par un ordinateur.
Quatre singles de l'album ont été libérés : 5 Colours in Her Hair et Obviously, qui ont atteint tous les deux la 1re place dans les charts. That Girl, qui a atteint la 3e place, et enfin le single Room On The Third floor a atteint la 5e place.
Une version de l'album internationale dispose de toutes les chansons sauf Brocoli et Surfer Babe. Une autre différence entre le Royaume-Uni et les versions internationales de l'album est la différence de couleur du logo McFly (dans le Royaume-Uni McFly est en jaune, mais la version internationale «McFly» est en rouge).
La piste Saturday Night a été nommée comme Saturday Nite sur le single 5 Colours in Her Hair.

## Pistes
1. Five Colours in Her Hair
2. Obviously
3. Room on the 3rd Floor
4. That Girl
5. Hypnotised
6. Saturday Night
7. Met This Girl
8. She Left Me
9. Down by the Lake
10. Unsaid Things
11. Surfer Babe
12. Not Alone
13. Broccoli
14. Get Over You (piste cachée)

## Chart performance
| Chart (2004)        | Peak position |
| ------------------- | ------------- |
| UK Albums Chart     | 1             |
| Irish Albums Chart  | 19            |
| World Albums Top 40 | 38            |